# 1174
Il 1174 (MCLXXIV in numeri romani) è un anno  del XII secolo.

## Eventi
- Saladino conquista Damasco diventando primo Sultano ayyubide di Damasco.
- 29 ottobre - Inizio dell'Assedio di Alessandria da parte di Federico Barbarossa.

## Nati
- Edvige di Andechs, santa polacca († 1243)
- Emerico d'Ungheria, re († 1204)
- Filippo I di Namur, nobile fiammingo († 1212)
- Maria di Champagne, sovrana francese († 1204)
- Pietro II d'Aragona, re († 1213)
- Sava di Serbia, arcivescovo ortodosso serbo († 1235)
- Ugo III di Baux, trovatore francese

## Morti
- 18 gennaio - Vladislao II di Boemia, sovrano e nobile boemo
- 15 maggio - Norandino, condottiero turco (n. 1118)
- 29 giugno - Andrej Bogoljubskij, sovrano
- 11 luglio - Amalrico I di Gerusalemme, cavaliere medievale franco (n. 1136)
- 14 settembre - Pietro II di Tarantasia, vescovo cattolico e santo francese (n. 1102)
- 22 settembre - Uhtred di Galloway, nobile scozzese
- 16 ottobre - Petronilla d'Aragona, regina (n. 1136)
- 30 ottobre - Federico di la Roche, arcivescovo cattolico francese
- Everard des Barres, militare francese
- Enrico FitzGerold, nobile e cavaliere medievale britannico (n. 1140)
- Kara Arslan, sovrano siriano (n. 1144)
- Guillem de Torroja, arcivescovo cattolico spagnolo
- Gualtiero di Saint-Omer, nobile francese

## Calendario
| Calendario 1174 | Calendario 1174 | Calendario 1174 | Calendario 1174 | Calendario 1174 | Calendario 1174 | Calendario 1174 | Calendario 1174 | Calendario 1174 | Calendario 1174 | Calendario 1174 | Calendario 1174 | Calendario 1174 | Calendario 1174 | Calendario 1174 | Calendario 1174 | Calendario 1174 | Calendario 1174 | Calendario 1174 | Calendario 1174 | Calendario 1174 | Calendario 1174 | Calendario 1174 | Calendario 1174 | Calendario 1174 | Calendario 1174 | Calendario 1174 | Calendario 1174 | Calendario 1174 | Calendario 1174 | Calendario 1174 | Calendario 1174 | Calendario 1174 |
| --------------- | --------------- | --------------- | --------------- | --------------- | --------------- | --------------- | --------------- | --------------- | --------------- | --------------- | --------------- | --------------- | --------------- | --------------- | --------------- | --------------- | --------------- | --------------- | --------------- | --------------- | --------------- | --------------- | --------------- | --------------- | --------------- | --------------- | --------------- | --------------- | --------------- | --------------- | --------------- | --------------- |
|                 | 1               | 2               | 3               | 4               | 5               | 6               | 7               | 8               | 9               | 10              | 11              | 12              | 13              | 14              | 15              | 16              | 17              | 18              | 19              | 20              | 21              | 22              | 23              | 24              | 25              | 26              | 27              | 28              | 29              | 30              | 31              |                 |
| Gennaio         | Ma              | Me              | Gi              | Ve              | Sa              | Do              | Lu              | Ma              | Me              | Gi              | Ve              | Sa              | Do              | Lu              | Ma              | Me              | Gi              | Ve              | Sa              | Do              | Lu              | Ma              | Me              | Gi              | Ve              | Sa              | Do              | Lu              | Ma              | Me              | Gi              |                 |
| Febbraio        | Ve              | Sa              | Do              | Lu              | Ma              | Me              | Gi              | Ve              | Sa              | Do              | Lu              | Ma              | Me              | Gi              | Ve              | Sa              | Do              | Lu              | Ma              | Me              | Gi              | Ve              | Sa              | Do              | Lu              | Ma              | Me              | Gi              |                 |                 |                 |                 |
| Marzo           | Ve              | Sa              | Do              | Lu              | Ma              | Me              | Gi              | Ve              | Sa              | Do              | Lu              | Ma              | Me              | Gi              | Ve              | Sa              | Do              | Lu              | Ma              | Me              | Gi              | Ve              | Sa              | Do              | Lu              | Ma              | Me              | Gi              | Ve              | Sa              | Do              |                 |
| Aprile          | Lu              | Ma              | Me              | Gi              | Ve              | Sa              | Do              | Lu              | Ma              | Me              | Gi              | Ve              | Sa              | Do              | Lu              | Ma              | Me              | Gi              | Ve              | Sa              | Do              | Lu              | Ma              | Me              | Gi              | Ve              | Sa              | Do              | Lu              | Ma              |                 |                 |
| Maggio          | Me              | Gi              | Ve              | Sa              | Do              | Lu              | Ma              | Me              | Gi              | Ve              | Sa              | Do              | Lu              | Ma              | Me              | Gi              | Ve              | Sa              | Do              | Lu              | Ma              | Me              | Gi              | Ve              | Sa              | Do              | Lu              | Ma              | Me              | Gi              | Ve              |                 |
| Giugno          | Sa              | Do              | Lu              | Ma              | Me              | Gi              | Ve              | Sa              | Do              | Lu              | Ma              | Me              | Gi              | Ve              | Sa              | Do              | Lu              | Ma              | Me              | Gi              | Ve              | Sa              | Do              | Lu              | Ma              | Me              | Gi              | Ve              | Sa              | Do              |                 |                 |
| Luglio          | Lu              | Ma              | Me              | Gi              | Ve              | Sa              | Do              | Lu              | Ma              | Me              | Gi              | Ve              | Sa              | Do              | Lu              | Ma              | Me              | Gi              | Ve              | Sa              | Do              | Lu              | Ma              | Me              | Gi              | Ve              | Sa              | Do              | Lu              | Ma              | Me              |                 |
| Agosto          | Gi              | Ve              | Sa              | Do              | Lu              | Ma              | Me              | Gi              | Ve              | Sa              | Do              | Lu              | Ma              | Me              | Gi              | Ve              | Sa              | Do              | Lu              | Ma              | Me              | Gi              | Ve              | Sa              | Do              | Lu              | Ma              | Me              | Gi              | Ve              | Sa              |                 |
| Settembre       | Do              | Lu              | Ma              | Me              | Gi              | Ve              | Sa              | Do              | Lu              | Ma              | Me              | Gi              | Ve              | Sa              | Do              | Lu              | Ma              | Me              | Gi              | Ve              | Sa              | Do              | Lu              | Ma              | Me              | Gi              | Ve              | Sa              | Do              | Lu              |                 |                 |
| Ottobre         | Ma              | Me              | Gi              | Ve              | Sa              | Do              | Lu              | Ma              | Me              | Gi              | Ve              | Sa              | Do              | Lu              | Ma              | Me              | Gi              | Ve              | Sa              | Do              | Lu              | Ma              | Me              | Gi              | Ve              | Sa              | Do              | Lu              | Ma              | Me              | Gi              |                 |
| Novembre        | Ve              | Sa              | Do              | Lu              | Ma              | Me              | Gi              | Ve              | Sa              | Do              | Lu              | Ma              | Me              | Gi              | Ve              | Sa              | Do              | Lu              | Ma              | Me              | Gi              | Ve              | Sa              | Do              | Lu              | Ma              | Me              | Gi              | Ve              | Sa              |                 |                 |
| Dicembre        | Do              | Lu              | Ma              | Me              | Gi              | Ve              | Sa              | Do              | Lu              | Ma              | Me              | Gi              | Ve              | Sa              | Do              | Lu              | Ma              | Me              | Gi              | Ve              | Sa              | Do              | Lu              | Ma              | Me              | Gi              | Ve              | Sa              | Do              | Lu              | Ma              |                 |